# Бібліотека Святої Женев'єви

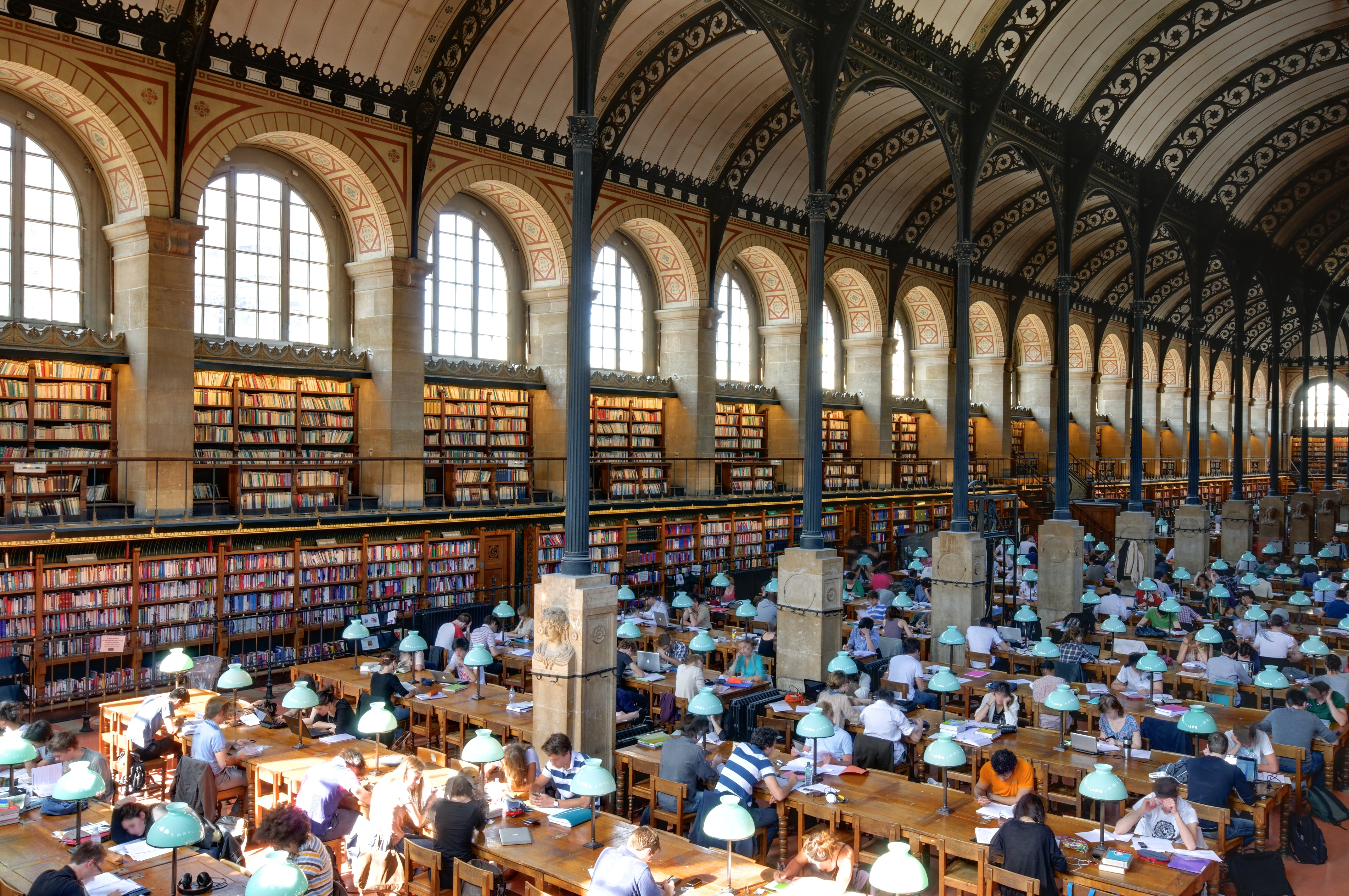
Читальний зал бібліотеки

Бібліотека Святої Женев’єви (Bibliothèque Sainte-Geneviève) – міжуніверситетська бібліотека в Парижі, розташована неподалік Пантеону в 5-му адміністративному окрузі. Приміщення бібліотеки споруджене в 1843-1851 роках архітектором Анрі Лабрустом. Фонди бібліотеки складають понад 2 млн одиниць зберігання. Історія бібліотеки веде свій відрахунок з VI століття, коли був заснований монастир Святої Женев’єви, що був одним з найвпливовіших монастирів Парижа.
Бібліотека відчинена для читачів з понеділка до суботи з 10:00 до 22:00.

## Фонди
Фонди бібліотеки поділяються на три департаменти (відділи):
Загальний фонд:
- понад 1 000 000 томів з усіх дисциплін ;
- понад 15 000 назв періодичних видань, з них -  3 320 передплат;
- понад 85 000 мікроформ ;
- численні електронні ресурси.

Відділ раритетів (La Réserve) :
- 4 300 давніх рукописів ;
- 160 000 давніх або рідкісних видань ;
- 50 000 малюнків, естампів, фото;
- У «cabinet des curiosités» виставлені твори мистецтва з колишнього монастиря.

Скандинавська бібліотека (La Bibliothèque nordique):
- 160 000 томів ;
- 1 200 довідкових видань ;
- 1 200 книжкових серій та періодичних видань;
- 170 давніх рукописів ;
- 600 партитур ;
- 350 дисків.

## Галерея

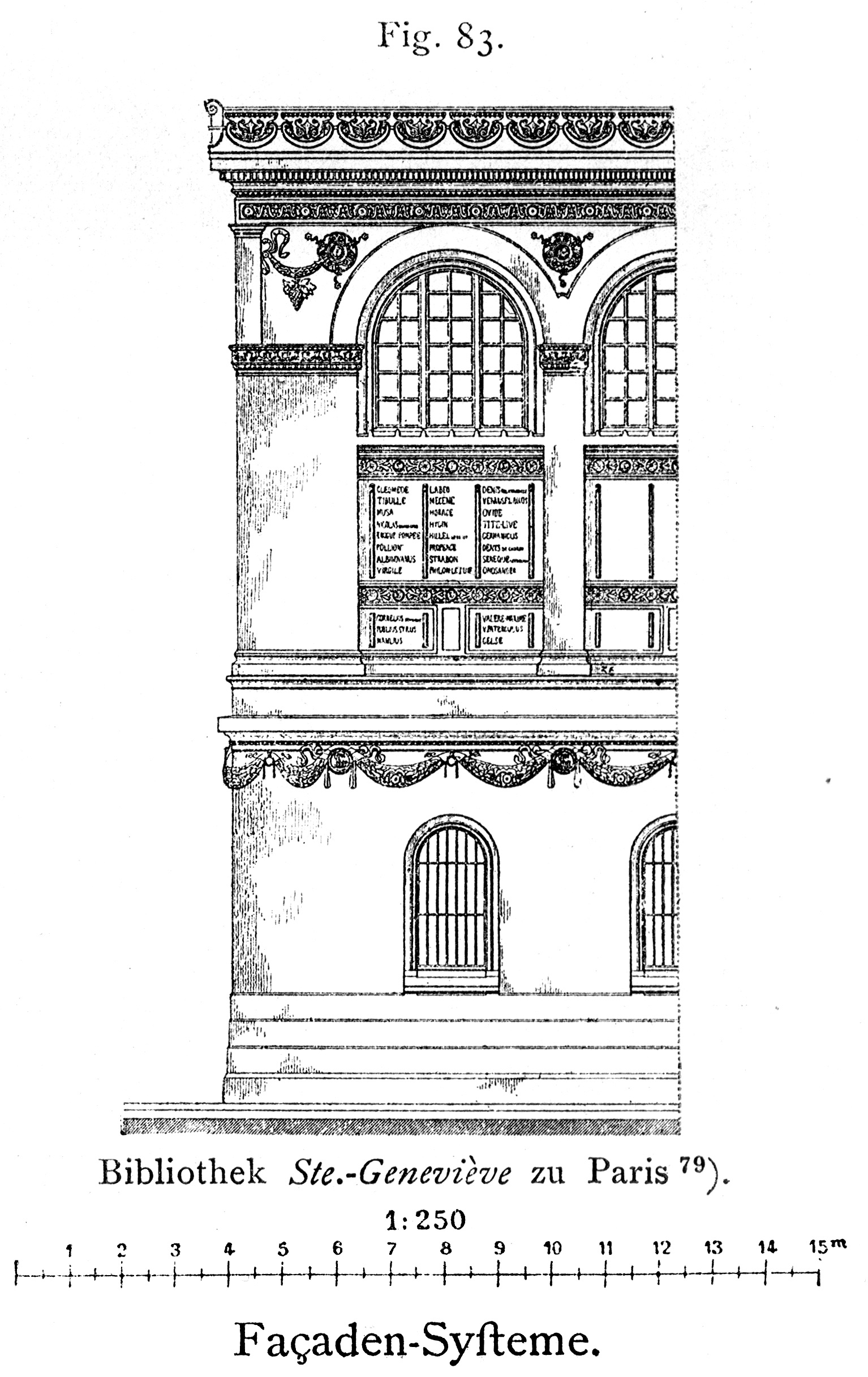
Імена видатних мислителів на фасаді бібліотеки
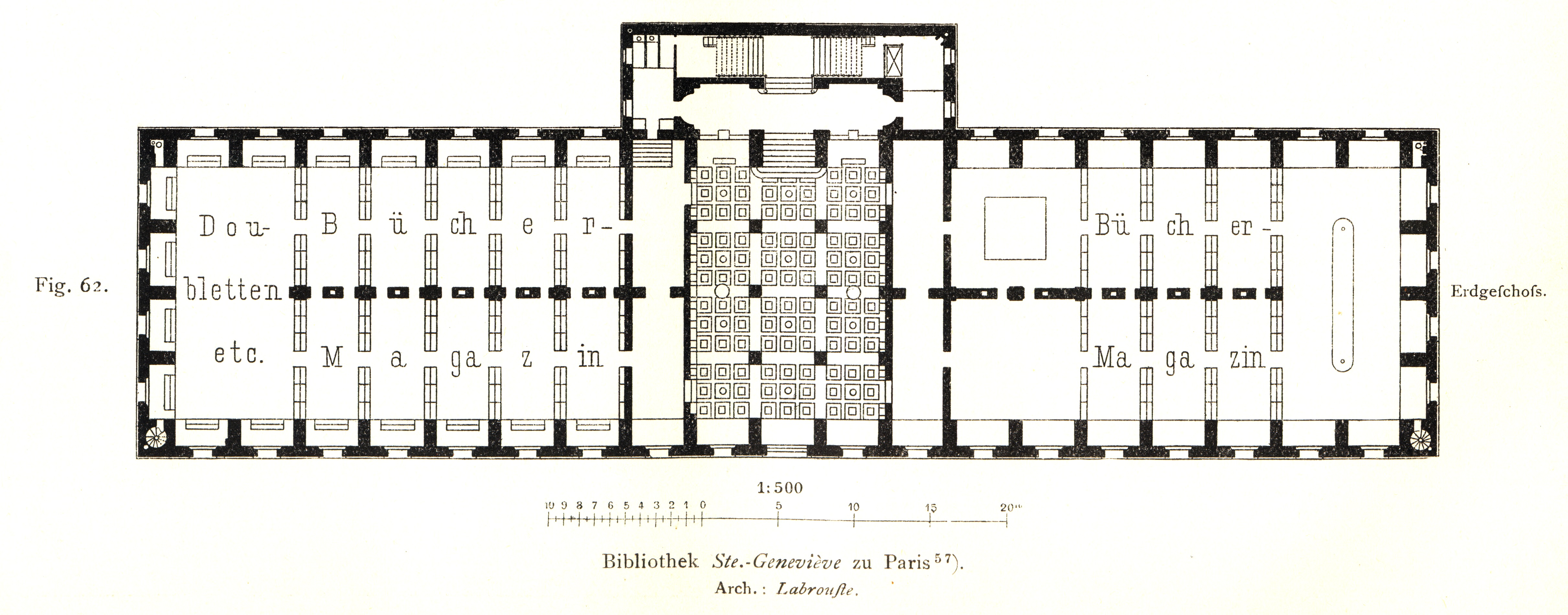
План першого поверху
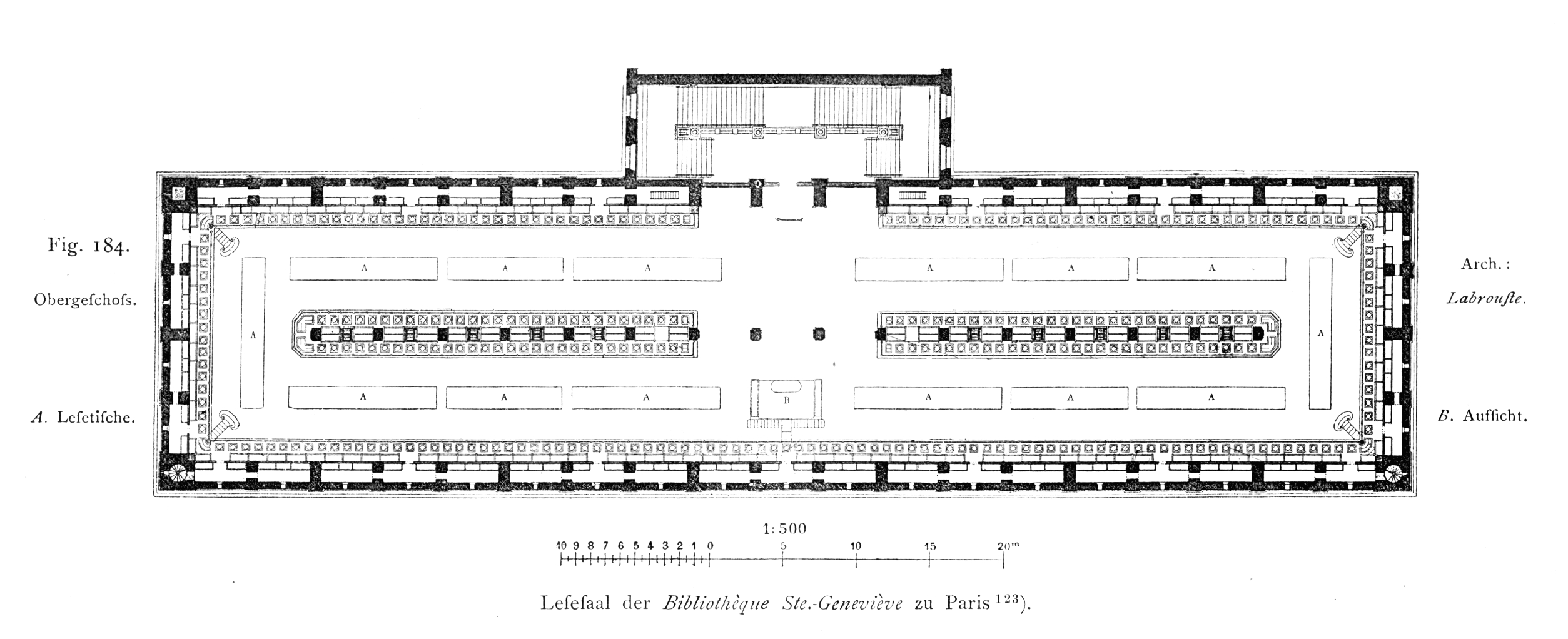
План другого поверху з читальним залом
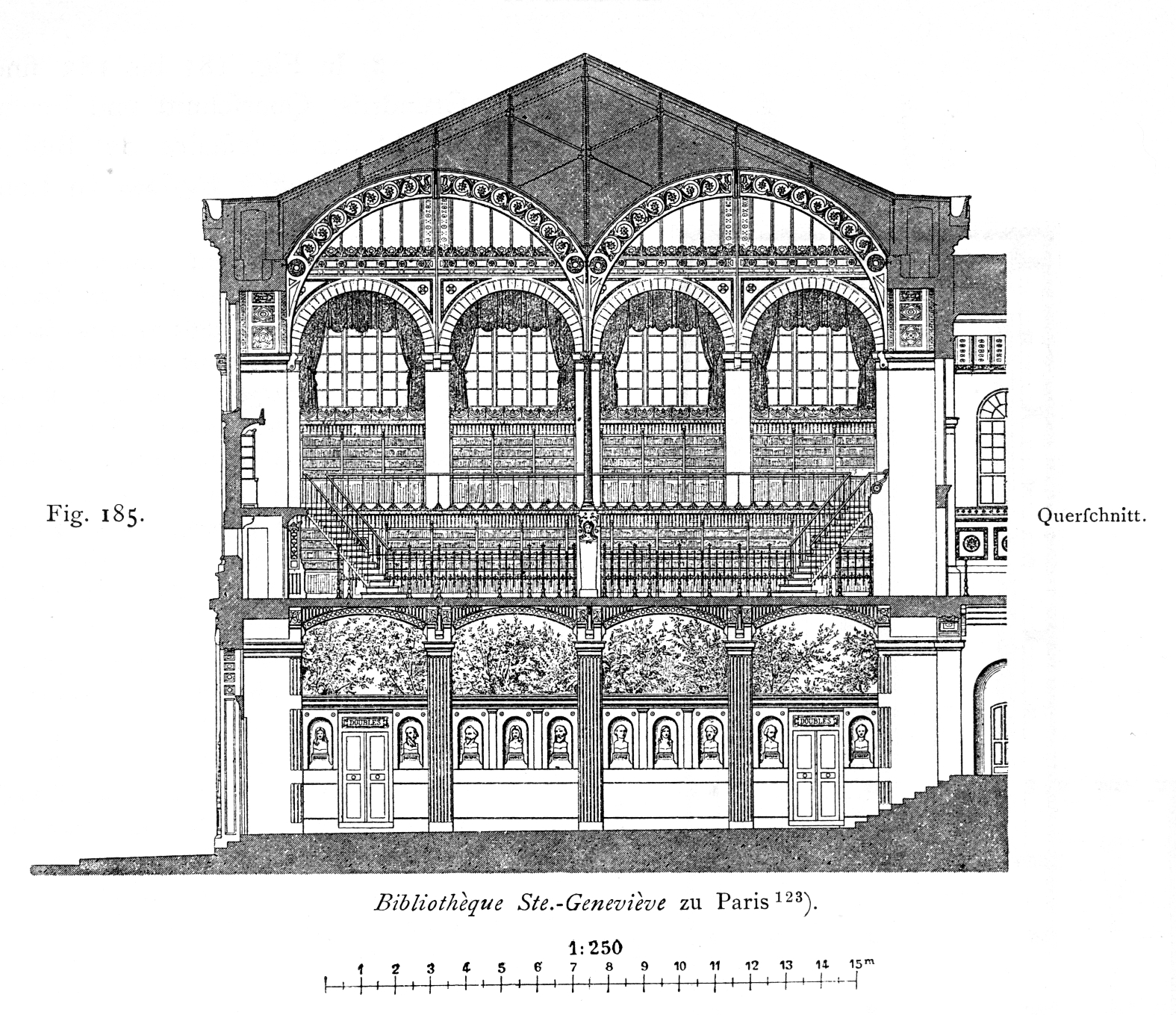
Металеві конструкції в читальному залі